# Citogenética
Citogenética é um ramo da genética que estuda a estrutura e função da célula, especialmente os cromossomos.

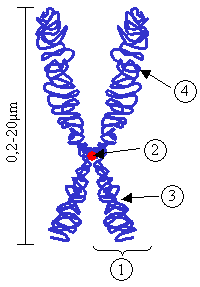
Cromossomo apos à fase S onde ocorre a síntese de DNA (1)Cada um dos dois braços idênticos depois da fase S. (2) Centrômero, ponto de ligação de duas Cromátides. (3) Braço curto. (4) Braço longo.

## História
Os cromossomos foram observadas pela primeira vez em células vegetais por Karl Wilhelm von Nägeli em 1842. O seu comportamento em células animais (salamandra) foi descrito por Walther Flemming, o descobridor da mitose, em 1882. O nome foi cunhado por outro anatomista alemão, von Waldeyer em 1888 .
Logo após o desenvolvimento da genética no início do século xx, foi constatado que o conjunto de cromossomos (cariótipo) era o portador dos genes. Levitsky foi o primeiro a definir o cariótipo como a aparência fenotípica dos cromossomos somáticos, em contraste com os seus conteúdos gênicos.
A investigação sobre o cariótipo humano levou muitos anos para resolver a questão mais básica: quantos cromossomos têm uma célula humana diplóide normal?
Em 1912, Hans von Winiwarter relatou 47 cromossomos em espermatogônias e 48 em ovogônias, concluindo um mecanismo de determinação do sexo XX / XO.
Painter em 1922 estava na dúvida se o número diplóide de homem era 46 ou 48, mas deu preferência à primeira alternativa. Ele revisou sua opinião , e insistiu sobre o homem ter um sistema XX / XY.
Em livros de ciência, o número de cromossomos humanos manteve-se em 48 por mais de trinta anos. Novas técnicas foram necessárias para corrigir este erro. Joe Hin Tjio trabalhando no laboratório de Albert Levan  foi responsável por encontrar a abordagem:
1)Utilizando células em cultura;
2)Pré-tratamento de células numa solução hipotônica, a qual expande a célula e espalha os cromossomas;
3)Fixando à célula na metáfase por uma solução de colchicina;
4)Masserando a preparação na lâmina forçando os cromossomos em um único plano;
5)Observando a fotomicrografia e organizando o resultado em um cariograma.
Demorou até 1956 até que tornou-se aceito que o cariótipo do homem incluiu apenas 46 cromossomos. Os grandes macacos têm 48 cromossomos, o cromossomo humano foi formado pela fusão de cromossomos ancestrais, reduzindo seu número.

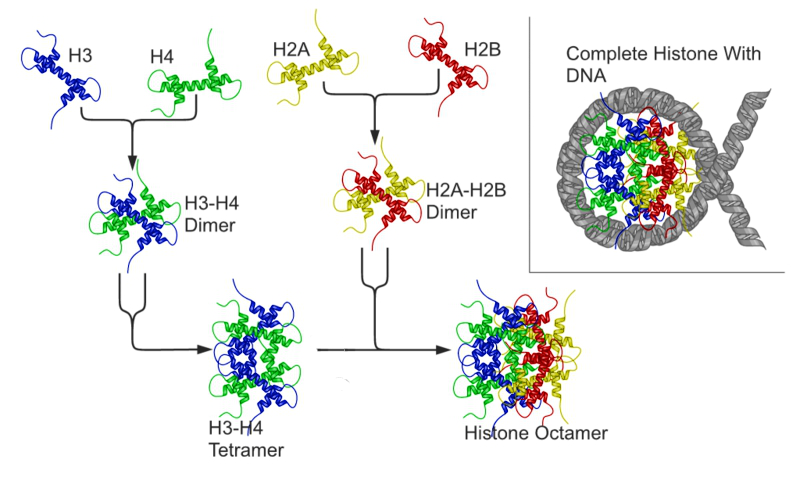
Esquema mostrando a organização das histonas e formação dos nucleossomos.

## Cromossomo
Os cromossomos foram identificados por Thomas Hunt Morgan (1866-1945) e são formados por uma longa fita de DNA ( ácido desoxirribonucleico) e é no DNA que estão presentes os genes.
Quando a célula passa pela fase S da interfase ocorre a replicação do DNA e após começa o processo de condensação da cromatina. A cromatina é onde o DNA está "empacotado" para diminuir o tamanho da sua molécula.
As histonas são proteínas presentes no núcleo das células eucarióticas e são encontradas em 5 classes: H1, H2A, H2B, H3 e H4. Estas formam um octâmero onde a cromatina é enrolada duas vezes, formando os nucleossomos.
Na fase da metáfase é onde a cromatina esta mais condensada.

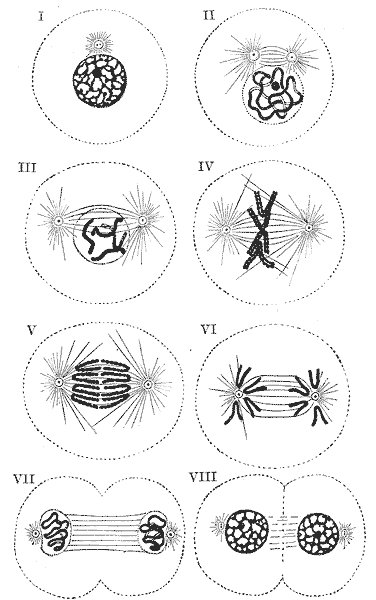
As fases da Mitose

## Processos de divisão celular
Há dois processos básicos de divisão nos seres eucarióticosː a meiose, que reduz o número de cromossomos diploides, e a mitose, que mantém constante o numero de cromossomos.
Nos animais a meiose ocorre imediatamente antes da formação dos gametas, enquanto nos vegetais, após a meiose, surgem células haploides(esporos) que se dividem mitoticamente várias vezes antes de formar os gametas. Alguns organismos, aparentemente não realizam nunca o processo meiótico, dividindo-se exclusivamente por mitose.
Ambos os processos de divisão apresentam quatro fases característicasː Prófase, metáfase, anáfase e telófase.
Quando o núcleo não esta em divisão ele esta em interfase, período o qual acontece a síntese do DNA.